# 三浦宏子
三浦 宏子（みうら ひろこ）は、日本の歯学者・衛生学者。歯科医師。専門は口腔衛生学。神奈川県出身。

## 経歴
1985年東日本学園大学（現・北海道医療大学）歯学部卒業。1985年同歯学部助手・東日本学園大学歯学部附属病院（現・北海道医療大学病院）歯科医師。1995年北海道医療大学歯学部専任講師。1997年東京大学大学院医学系研究科専任講師。2000年九州保健福祉大学保健科学部教授。2000年第2回川井記念賞受賞。2003年九州保健福祉大学健康管理センター長。2008年国立保健医療科学院口腔保健部部長。2014年国立保健医療科学院国際協力研究部部長。北海道医療大学歯学部客員教授。

## 著書
- 『嚥下障害とPEG』共著、フジメディカル出版、2008年